# Giuseppe Martano
Giuseppe Martano (Savona, 12 maggio 1910 – Torino, 2 settembre 1994) è stato un ciclista su strada italiano.
Professionista e indipendente dal 1930 al 1931 e dal 1933 al 1948, fu secondo al Tour de France 1934 e al Giro d'Italia 1935, e terzo al Tour de France 1933.

## Carriera
Fu attivo come dilettante fino all'ottobre 1930 e nel 1932; in queste stagioni fu due volte campione del mondo, nel 1930 a Liegi e nel 1932 a Roma, e campione italiano nel 1932, vincendo inoltre il Giro del Piemonte a tappe nel 1932.
Da professionista corse soprattutto per la torinese Fréjus, con cui debuttò nell'ottobre 1930, ma fu attivo anche, in periodi più brevi, con la Bianchi, la Tendil e la France Sport, distinguendosi sia nelle corse in linea che in quelle a tappe. Gareggiò anche come indipendente.
Per quanto concerne le gare a tappe, partecipò a tre edizioni del Giro d'Italia, nel 1935 dove fu secondo alle spalle di Vasco Bergamaschi, nel 1938 e nel 1939. Cinque furono le partecipazioni al Tour de France, coronate da due podi, nel 1933 (terzo) e nel 1934 (secondo), e dalla vittoria nella tappa di Gap dell'edizione 1934. Vinse anche il Giro delle Quattro Provincie del Lazio nel 1935 e due tappe alla Parigi-Nizza nel 1937. Nelle corse in linea ottenne i principali successi nel 1937, alla Milano-Torino e al Grand Prix de Cannes.

## Palmarès
- 1930 (dilettanti)

Campionati del mondo, Prova in linea Dilettanti
- 1931 (Fréjus, tre vittorie)

Gran Premio di Roma
Coppa Fatigati
Coppa Pegazzini
- 1932 (dilettanti)

1ª tappa Giro del Piemonte (Torino > Biella)
Classifica generale Giro del Piemonte
Campionati italiani, Prova in linea Dilettanti
Giro del Lazio Dilettanti
Campionati del mondo, Prova in linea Dilettanti
- 1934 (Fréjus, una vittoria)

8ª tappa Tour de France (Grenoble > Gap, con la Nazionale italiana)
- 1935 (Fréjus, due vittorie)

2ª tappa Giro delle Quattro Provincie del Lazio (Tagliacozzo > Ascoli Piceno)
Classifica generale Giro delle Quattro Provincie del Lazio
- 1937 (Tendil, quattro vittorie)

Milano-Torino
Grand Prix de Cannes
3ª tappa Parigi-Nizza (Saint-Étienne > Orange)
4ª tappa, 2ª semitappa Parigi-Nizza (Cavaillon > Marsiglia)

## Piazzamenti

### Grandi Giri
- Giro d'Italia

1933: ritirato (9ª tappa)
1935: 2º
1938: 35º
1939: ritirato (1ª tappa)
- Tour de France

1933: 3º
1934: 2º
1935: ritirato (2ª tappa)
1937: 24º
1938: 27º

### Classiche monumento
- Milano-Sanremo

1931: 12º
1933: 41º
1935: 10º
1938: 61º

### Competizioni mondiali
- Campionati del Mondo

Liegi 1930 - In linea Dilettanti: vincitore
Roma 1932 - In linea Dilettanti: vincitore